# فيا موتورز
فيا (بالإنجليزية: VIA Motors)‏ شركة خاصة أمريكية لصناعة المركبات الكهربائية يقع مقرها في أوريم تأسست سنة 2010s